# Ferdinand Krumholz
Ferdinand Krumholz, auch Krumbholz (* 7. Mai 1810 in Hof in Mähren; † 11. Januar 1878 in Bern) war ein österreichischer Porträt-, Genre- und Landschaftsmaler.

## Leben
Krumholz war Schüler und Neffe des Malers Stanislaus Michael Krumholz. Er studierte ab 1820 an der Kunstakademie Wien bei Josef Redl, Johann Ender und Johann Nepomuk Schaller. 1829 wurde er Zeichenlehrer des Grafen Czernin in Triest. Es folgte ein zweijähriges Studium an der Accademia di belle arti di Venezia sowie Studienaufenthalte in Rom und Neapel. 1832 kehrte er nach Böhmen zurück, um seine Studien 1834 an der Kunstakademie Paris fortzuführen. In Paris war er bis 1845 mit Porträts in den Ausstellungen des Pariser Salon vertreten und erhielt 1841 in der Ausstellung des Louvre eine Goldmedaille. Er wurde an europäischen Fürstenhöfen des Vormärz als Porträtmaler bekannt und beliebt. 1844 bis 1847 wirkte er in Lissabon und während der Sommerzeit in Andalusien.
1848 reiste er von Triest nach Rio de Janeiro; das Schiff wurde während der Überfahrt nach Südamerika von Piraten angegriffen. In Brasilien malte er als brasilianischer Hofmaler das Kaiserpaar Pedro II. und seine Frau Teresa Maria Cristina von Neapel-Sizilien. Viermal stellte er seit 1848 bei der Exposição Geral de Belas Artes der brasilianischen Kaiserlichen Akademie die Schönen Künste (AIBA) aus, deren Ehrenmitglied er bereits 1849 wurde. In diesem Jahr wurde er auch mit dem brasilianischen Orden der Rose, Ausprägung Cavaleiro, ausgezeichnet. Seine Werke dieser Zeit zählen zur Romantik, sie befinden sich teils im Museu Nacional de Belas Artes in Rio de Janeiro und im Kaiserlichen Museum in Petrópolis.
Krumholz kehrte 1853 nach Europa zurück, zunächst nach London, dann nach Mähren. 1854 unternahm er eine Reise nach Indien und kehrte 1858 nach Paris zurück. Nach einem Aufenthalt 1875 in Schlesien ließ er sich ab 1876 in Bern nieder.

## Ehrungen
- 1847 Ehrenbürger seiner Geburtsstadt Hof
- Orden der Rose, Ausprägung: Cavaleiro
- Franz-Joseph-Orden
- Orden Karls III.

## Bilder aus Brasilien

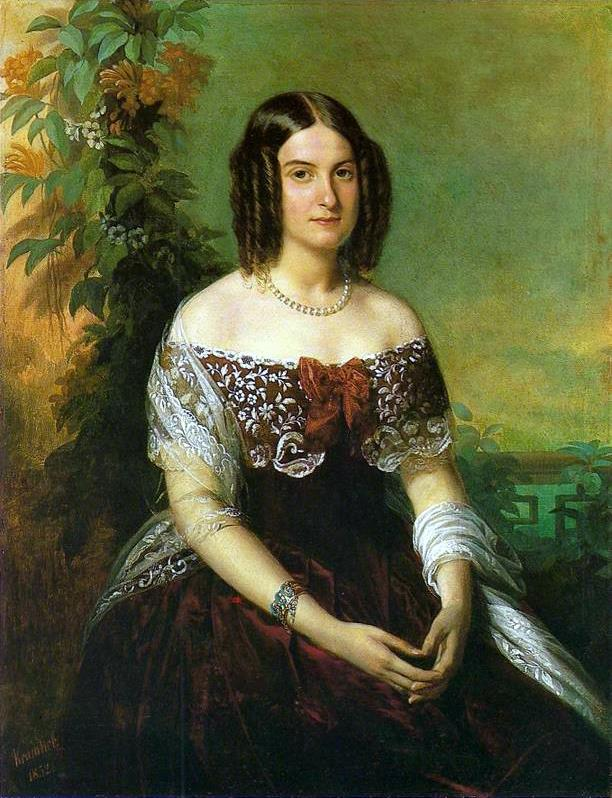
Porträt der Komptess von Iguaçu (1852, Museu Nacional de Belas Artes, Rio de Janeiro)
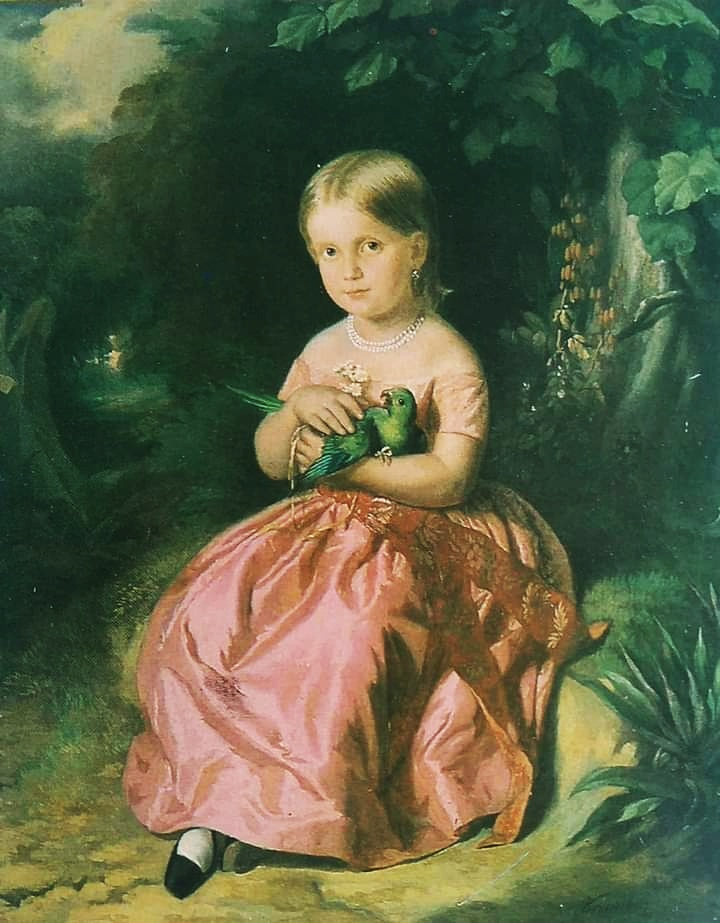
Porträt der Prinzessin Leopoldina de Bragança
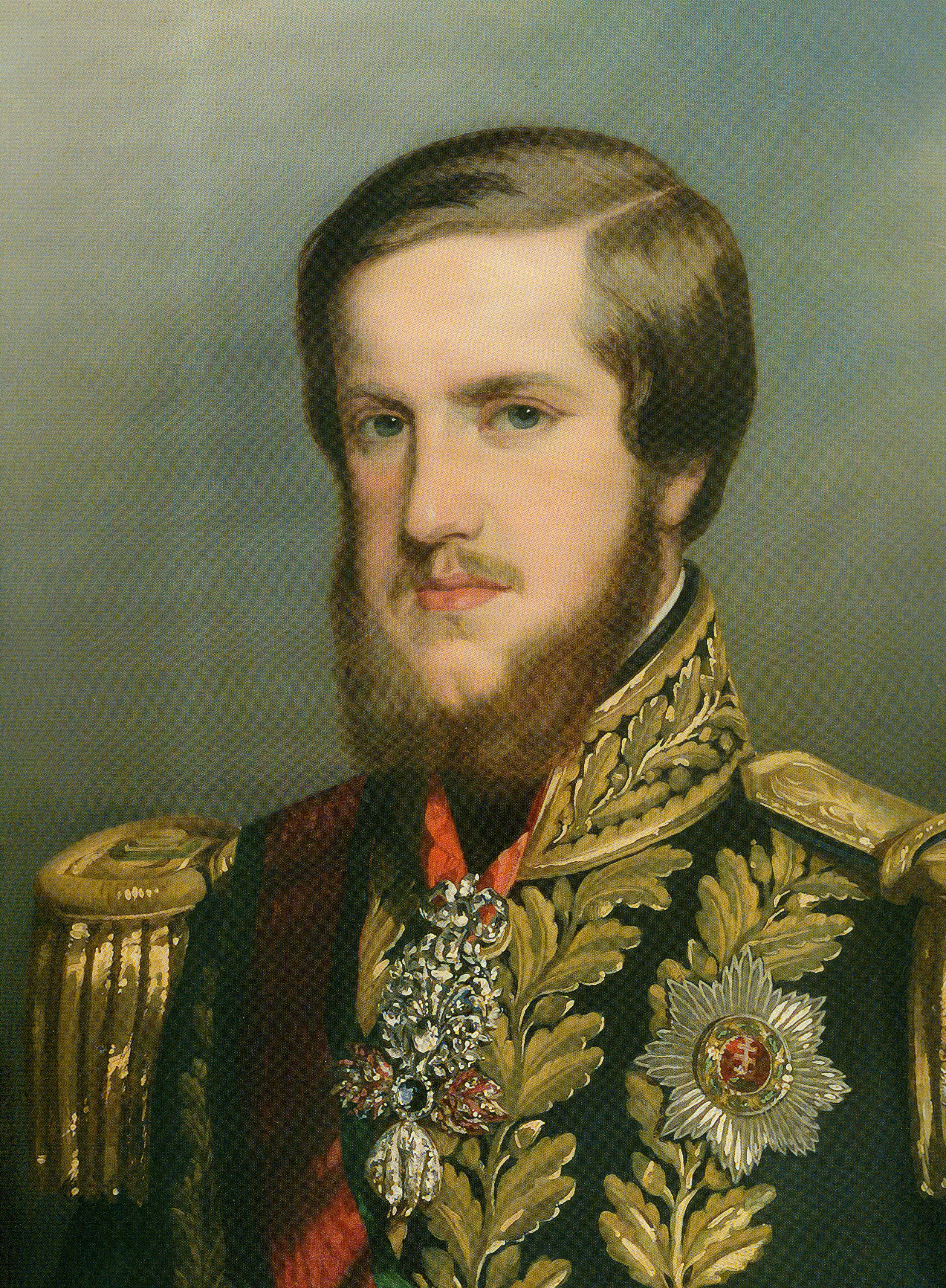
Porträt Kaiser Pedro II. (1849, Kunsthistorisches Museum Wien)
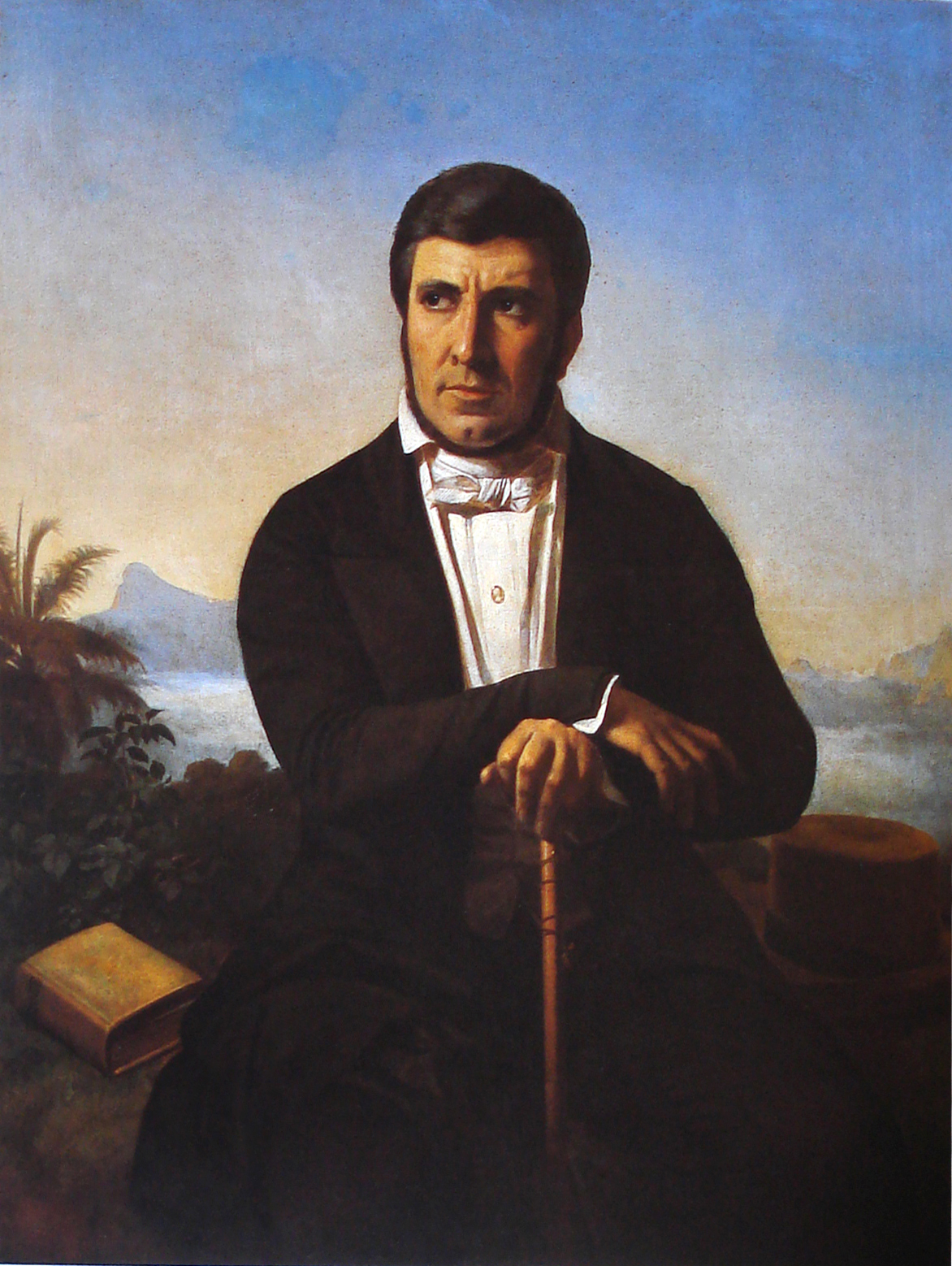
Porträt des Manuel de Araújo Porto-alegre (1848)